# 브레이커 보이

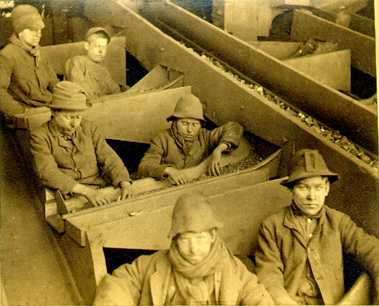
펜실베이니아주 포츠빌 광산에서 일하는 브레이커 보이들, 1884년 촬영.

브레이커 보이(breaker boy)는 18세기 중반부터 19세기 초반까지 미국과 영국에서 석탄 불순물을 골라내는 작업을 하던 아이들을 지칭하는 단어이다.